# Phare de Rozewie
Le phare de Rozewie (en polonais : Latarnia Morska Rozewie) est un phare situé à Rozewie dans la gmina de Władysławowo (Voïvodie de Poméranie - Pologne). Le phare se trouve entre le phare de Stilo et le phare de Jastarnia.
Ce phare est sous l'autorité du Bureau maritime régional (en polonais : Urząd Morski (pl)) de Gdynia.
Ce phare est classé au titre des monuments historiques de Pologne.

## Histoire
Le Cap Rozewie a longtemps été un point de repère pour la navigation en mer Baltique. Une première lumière a existé dans cette zone à partir de 1696. La décision de construire un phare moderne a été énoncée en 1807, lorsque les navires français qui naviguaient avec des fournitures pour la Grande Armée vers le port de Gdańsk se sont trompés dans la nuit entre Rozewie et Hel.
Le phare a été mis en service en 1822 après une année de construction. Initialement, la source de lumière était une lampe à huile de colza. En 1866, un système optique à lentille de Fresnel a été installé, alimenté avec un lampe à huile. Dix ans plus tard, la lampe à huile a été remplacée par une lampe au pétrole.
Le phare est constitué de deux parties, la première est construite en brique et ressemble à un large cône tronqué avec une galerie, et la seconde, au-dessus, est un tube en acier avec double galerie et lanterne. Seule la première galerie est ouverte au public. Le phare porte aussi le nom de l'écrivain polonais Stefan Żeromski
Le système optique actuel est composé de 20 ampoules à réflecteurs, 10 sur chacun des deux panneaux rotatifs. La tour a une hauteur de 33 m, la partie en maçonnerie est blanche et la partie métallique est rouge. Les deux galeries supérieures sont noires, ainsi que la lanterne.
À une hauteur focale de 83 m, le phare émet un court éclat blanc toutes les 3 secondes, d'une portée de 26 milles nautiques (environ 47 km). Le phare de Rozewie est le phare polonais qui possède la plus grande portée du littoral de la Baltique.
Le phare est aussi l'une des onze stations côtières AIS-PL de l'Helcom, qui surveille automatiquement le trafic maritime dans cette zone côtière.
À proximité on trouve le phare de Rozewie (tour ouest), construit en 1878 et désactivé en 1910.
Dans un local annexe un Musée du phare propose une présentation de la signalisation maritime de l'Antiquité à aujourd'hui et un système rotatif de Lentille de Fresnel.
Identifiant : ARLHS : POL016 - Amirauté : C2960 - NGA : 6636 .

## Caractéristique dufeu maritime
- Fréquence sur 3 secondes :
  - Lumière : 0.1 seconde
  - Obscurité : 2.9 secondes

|                 |
| Le phare actuel |

|          |
| Le phare |

|                             |
| Le nouveau phare désaffecté |

### Lien connexe
- Liste des phares de Pologne